# Лабута
Лабута — река в Нижнетавдинском районе Тюменской области России. Устье находится в 71 км по левому берегу реки Тавды. Исток — слияние рек Куб и Вершина. Длина реки составляет 19 км, площадь водосборного бассейна — 350 км².
На левом берегу реки недалеко от устья стоит село Антипино, центр Антипинского сельского поселения.

## Данные водного реестра
По данным государственного водного реестра России относится к Иртышскому бассейновому округу, водохозяйственный участок реки — Тавда от истока и до устья, без реки Сосьва от истока до водомерного поста у деревни Морозково, речной подбассейн реки — Тобол. Речной бассейн реки — Иртыш.